# Boleslas
Cette page contient les pages d'homonymie de Boleslas et Boleslav.
Boleslas ou Boleslav est un prénom d'origine slave.

## Variantes
- en latin : Boleslaus
- en polonais : Bolesław
- en alphabet cyrillique : Болеслав

## Saints et bienheureux chrétiens
- Boleslas Strzelecki, en polonais Bolesław Strzelecki (1896-1941), bienheureux, prêtre polonais martyr à Auschwitz ; fêté le 2 mai[1]
- Boleslas Sloskans en letton Boļeslavs Sloskāns (1893-1981), évêque catholique letton reconnu « vénérable » par l'Église catholique[2]

## Souverains et nobles
- Boleslas de Cujavie (1159-1195), duc de Cujavie
- Boleslas de Dobrzyń (1303-1328), duc de Dobrzyń
- Boleslas le Pieux dit le Pieux (v.1225-1279), duc de Grande-Pologne
- Boleslas l'Aîné dit l’Aîné (v.1293-v.1365), duc de Niemodlin (1313-1362/1365)
- Boleslas Ier
- Boleslas II
- Boleslas III dit Bouche-Torse (1085/1086-1138), duc de Pologne (1102-1138)
- Boleslas IV dit le Frisé (1120-1173), duc de Pologne (1146-1173)
- Boleslas V dit le Pudique (1226-1279), duc de Pologne (1273–1279)

## Prénom
- Pour l'ensemble des articles sur les personnes portant ce prénom, consulter :
  - la liste des articles dont le titre commence par ce prénom
  - les listes produites par Wikidata : Liste des personnes de prénom « Boleslas » — même liste en incluant les éventuels prénoms composés qui contiennent « Boleslas ».